# Vuk Radojičić
Vuk Radojičić (* 29. Juni 2001 in Čačak, Serbien) ist ein serbischer Basketballspieler.

## Vereinslaufbahn
Radojičić spielte zunächst in seiner Heimatstadt für den KK Borac Čačak. Radenko Pilčević, der von 2008 bis 2009 für Čačak und später für Science City Jena aktiv war, vermittelte 2017 ein Probetraining bei den Saalestädtern, woraufhin Radojičić nach Deutschland wechselte. Dort kam er zunächst für die Mannschaft in der Nachwuchs-Basketball-Bundesliga (NBBL) und die zweite Mannschaft zum Einsatz, debütierte aber 2018 im Alter von nur 16 Jahren bei einem Bundesliga-Spiel gegen die MHP Riesen Ludwigsburg. Er ist einer der jüngsten Spieler der Bundesliga-Geschichte, der mindestens einen Punkt erzielte. 2019 traf er in einem NBBL-Spiel gegen Alba Berlin zwölf Würfe von der Dreipunktelinie, was einen Rekord für diese Liga darstellte.
Radojičić blieb Jena auch nach dem Abstieg in die ProA treu und verlängerte 2020 seinen Vertrag vorzeitig bis zum Jahr 2023. Nach zwei Jahren in der zweithöchsten Basketballliga mauserte er sich zum Rollenspieler.
Zum Saisonende 2023 verlängerte er seinen Vertrag bis 2025. Auf Wunsch von Radojičić beendeten der Verein und der Spieler den Vertrag vorzeitig nach der Saison 2023/2024. 

## Nationalmannschaft
Radojičić stand 2018 im vorläufigen Kader der U-17-Nationalmannschaft Serbiens.